# Philipp Neunheller
Philipp Neunheller (auch: „Neuheller“ und gräcisiert „Ennecobolus“) (* unbekannt, in Ladenburg; † nach 21. November 1555) war der erste Theologe, der in Hanau aktiv die Reformation betrieb.

## Ausbildung
Seit 1515 war er an der Universität Heidelberg immatrikuliert, seit 1528 wirkte er als Gehilfe des Pfarrers Adolf Arbogast in Hanau, nach dessen Tod 1531 als dessen Nachfolger.

## Reformation in Hanau
1532 kam zwischen dem Stiftskapitel der zentralen Hanauer Kirche, dem Maria-Magdalena-Stift, und Pfarrer Neunheller ein Vertrag zu Stande, der ihn von Altardiensten und Messfeiern entband, so dass er sich auf sein Amt als Gemeindepfarrer – das umfasste vor allem die Verwaltung der Sakramente – und Prediger konzentrieren konnte. Diese Doppelstruktur: einerseits ein evangelisch amtierender Pfarrer und andererseits römisch-katholische Gottesdienste bestanden in der Stadt Hanau bis 1560 parallel nebeneinander, als durch Tod und mangels Wiederbesetzung der entsprechenden Stellen die römisch-katholischen Priester ausstarben und so römisch-katholische Gottesdienste nicht mehr stattfanden.
Aus seiner Position als Pfarrer der größten und zentralen Kirche der Stadt Hanau und der Grafschaft Hanau-Münzenberg betrieb Neunheller die Reformation der Kirche und legte so den Grund zu einer eigenständigen evangelischen Landeskirche der Grafschaft. Zentral war hierbei ein Katechismus, den er 1543 herausgab, der sich eng an den Kleinen Katechismus von Martin Luther anlehnte, und eine Kirchenordnung, die er verfasste. Seine Kirchenordnung und die von ihm vertretene Abendmahlslehre waren dagegen stark reformiert beeinflusst. Er unterhielt Beziehungen zu Philipp Melanchthon und dem ebenfalls der Reformation zugewandten Abt des Klosters Schlüchtern, Petrus Lotichius. Philipp Neunheller organisierte 1548 den Widerstand der Pfarrerschaft gegen das Augsburger Interim und gab den Zölibat auf: 1542 heiratete er die Tochter eines Martin Moller aus Windecken.
1552 schied er aus dem Pfarramt aus. Nikolaus Krug wurde sein Nachfolger.